# Scott Stanford
Scott Stanford né le 30 août 1966 à Haverstraw (État de New York, États-Unis) est un commentateur sportif américain de baseball et de football américain.

## Biographie
Scott Stanford a été récompensé cinq fois aux New York Emmy Awards. 
Il a couvert les après-matchs des Yankees de New York, de la Ligue majeure de baseball, ceux des Giants de New York de la National Football League, ainsi que Raw à WWE Superstars.
Visage connu de l’univers de la WWE, Stanford anime plusieurs programmes télévisés de WWE international. Il est le modérateur du Free For All Countdown Show des pay-per-view de la WWE avec Jack Korpela[réf. nécessaire].